# Slovinská hymna
Hymna Slovinska je píseň Zdravljica (česky Přípitek) (hymnou je sedmá sloka původní písně). Hudbu složil Stanko Premrl (1880–1965) na úryvek z básně France Prešerena.

## Historie hymny
Báseň Přípitek napsal France Prešeren, který je považován za největšího národního básníka a autora myšlenky nezávislého Slovinska. Báseň vznikla v roce 1844, ale kvůli cenzuře se neobjevila ve svazku Prešerenovy poezie vydaném v roce 1847, ale teprve o rok později. Dílo je inspirováno hesly francouzské revoluce, celá báseň je stylizovaná jako jakýsi přípitek ke svobodě vlasti. Formálně jde o tzv. carminu figuratu: každá z celkem osmi slok básně je psaná tak, aby délky jednotlivých veršů evokovaly tvar poháru.
Zvláštního významu nabyla píseň během okupace a národně-osvobozeneckého boje (1941–1945) a v 80. letech 20. století, kdy se zpívala při národních svátcích a významnějších veřejných událostech.
Slovinské Národní shromáždění přijalo píseň Zdravljica jako národní hymnu dvanáctým ústavním dodatkem 27. září 1989. Dne 20. října 1994 byl přijat zákon, který za hymnu oficiálně stanovil sedmou sloku písně Zdravljica na hudbu Stanka Premrla.

## Text hymny a český překlad
| Zdravljica Žive naj vsi narodi ki hrepene dočakat' dan, da koder sonce hodi, prepir iz sveta bo pregnan, da rojak prost bo vsak, ne vrag, le sosed bo mejak! | Přípitek Nechť žijí ty národy, co se chtějí dočkat dne, kde, kam slunce chodí, zmizí všechny známky svárů; aby rodák svobodný byl, se sousedem žil bez nepřátelství! |